# 杨浦站
杨浦站是位于中華人民共和國上海市楊浦區控江路街道的一個貨運車站，是何杨线的終點站。车站是由上海鐵路局南翔直属站管辖的二等站，办理集装箱、专用线整车货运业务:216。

## 历史
該站始建于1958年，1960年3月试运营，同年7月正式营业。最初名為杨树浦站，1963年10月更名为杨浦站。
1993年11月，杨浦站开办集装箱运输业务。1998年7月22日，杨浦站與上海港集装箱发展公司联合组建铁路集装箱港站杨浦港站，以推進港铁聯運。1999年车站升为一等站。
2013年6月原上海海关驻杨浦站办事处升级为上海车站海关，承担本站国际联运货运监管职责。
杨浦站曾经为上海铁路局的直属站，1999年和原何家湾直属站合并后管辖本站、何家灣站、江灣站和殷行站。2005年6月杨浦直属站合并至北郊直属站，2010年北郊直属站并至南翔直属站后本站由后者管理至今。

## 车站结构
杨浦站设有5条到发线。车站货场位于周家嘴路4041号，由中铁集装箱运营。货场面积为26.18万平方米，设有12条作业线和1条煤水线，共设有货位457个，驻有上海车站海关。车站另设有通往上海电缆厂的专用线。